# 24 floréal
24 germinal 24 prairial
Le quartidi 24 floréal, officiellement dénommé jour de la valériane, est le 234e jour de l'année du calendrier républicain.
C'était généralement le 13e jour du mois de mai dans le calendrier grégorien.